# Петрілака
Петрілака (рум. Petrilaca) — село у повіті Муреш в Румунії. Входить до складу комуни Куч.
Село розташоване на відстані 266 км на північний захід від Бухареста, 35 км на південний захід від Тиргу-Муреша, 58 км на південний схід від Клуж-Напоки, 140 км на північний захід від Брашова.

## Населення
За даними перепису населення 2002 року у селі проживали 660 осіб.
Національний склад населення села:
| Національність | Кількість осіб | Відсоток |
| -------------- | -------------- | -------- |
| румуни         | 529            | 80,2%    |
| цигани         | 127            | 19,2%    |

Рідною мовою назвали:
| Мова      | Кількість осіб | Відсоток |
| --------- | -------------- | -------- |
| румунська | 546            | 82,7%    |
| циганська | 111            | 16,8%    |